# Randy Newman
Randall Stuart Newman (Los Angeles, 28 de novembro de 1943) é um músico, compositor, arranjador e pianista americano conhecido por seu estilo de canto não rótico com sotaque sulista, canções com influência americana antiga (muitas vezes com letras mordazes ou satíricas) e música cinematográfica. Seus sucessos como artista musical incluem "Short People" (1977), "I Love L.A." (1983) e "You've Got a Friend in Me" (1995) com Lyle Lovett, enquanto outros artistas gostaram sucesso com versões cover de seu "Mama Told Me Not to Come" (1966), "I Think It's Going to Rain Today" (1968) e " You Can Leave Your Hat On" (1972).
Nascido em Los Angeles em uma extensa família de compositores de filmes de Hollywood, Newman começou sua carreira de compositor aos 17 anos, escrevendo sucessos para artistas como Fleetwoods, Cilla Black, Gene Pitney e Alan Price. Em 1968, fez sua estreia formal como artista solo com o álbum Randy Newman (1968), produzido por Lenny Waronker e Van Dyke Parks. Quatro dos álbuns sem trilha sonora de Newman chegaram ao top 40 dos Estados Unidos: Sail Away (1972), Good Old Boys (1974), Little Criminals (1977) e Harps and Angels (2008).
Desde a década de 1980, Newman trabalhou principalmente como compositor de filmes. Ele marcou nove filmes de animação da Disney–Pixar, incluindo todos os quatro filmes Toy Story (1995–2019), A Bug's Life (1998), ambos os filmes Monsters, Inc. (2001–2013) e o primeiro e terceiro filmes Cars (2006–2017), assim como James and the Giant Peach (1996) e The Princess and the Frog (2009) da Disney. Suas outras trilhas sonoras incluem Cold Turkey (1971), Ragtime (1981), The Natural (1984), Awakenings (1990), Cats Don't Dance (1997), Pleasantville (1998), Meet the Parents (2000), Seabiscuit (2003) e Marriage Story (2019).
Newman recebeu 22 indicações ao Oscar nas categorias de Melhor Trilha Sonora Original e Melhor Canção Original e venceu duas vezes na última categoria, contribuindo para que os Newmans fossem a família extensa mais indicada ao Oscar, com um total de 92 indicações em várias categorias musicais. Também ganhou três Emmys, sete Grammy e o Governor's Award da Recording Academy. Em 2007, foi reconhecido pela Walt Disney Company como uma lenda da Disney. Ele foi introduzido no Songwriters Hall of Fame em 2002 e para o Rock and Roll Hall of Fame em 2013.

## Discografia
Álbuns de estúdio
- Randy Newman (1968)
- 12 Songs (1970)
- Randy Newman Live (1971)
- Sail Away (1972)
- Good Old Boys (1974)
- Little Criminals (1977)
- Born Again (1979)
- Trouble in Paradise (1983)
- Land of Dreams (1988)
- Randy Newman's Faust (1995)
- Bad Love (1999)
- The Randy Newman Songbook Vol. 1 (2003)
- Harps and Angels (2008)
- The Randy Newman Songbook Vol. 2 (2011)
- The Randy Newman Songbook Vol. 3 (2016)
- Randy Newman (2017)